# Catarina Walters

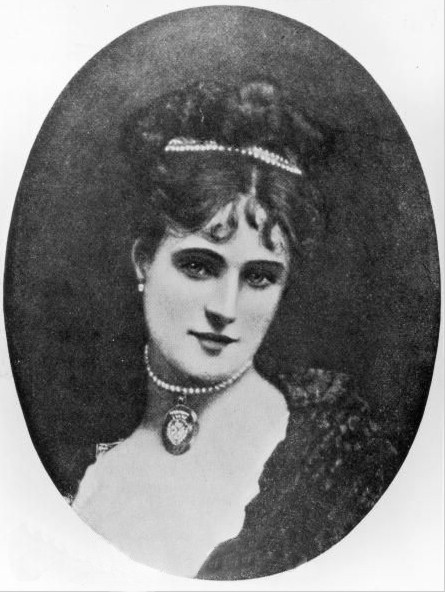
Catherine Walters.

Catarina Walters (13 de junho de 1839 - 4 de agosto de 1920), foi uma cortesã britânica. Catarina é mais conhecida pelos rumores de ter tido intelectuais, líderes de partidos políticos, aristocratas e um membro da família real britânica. 
Catarina Walters era a terceira filha de Edward Walters, um funcionário da alfândega, e Mary Ann Fowler.